# Contrato real

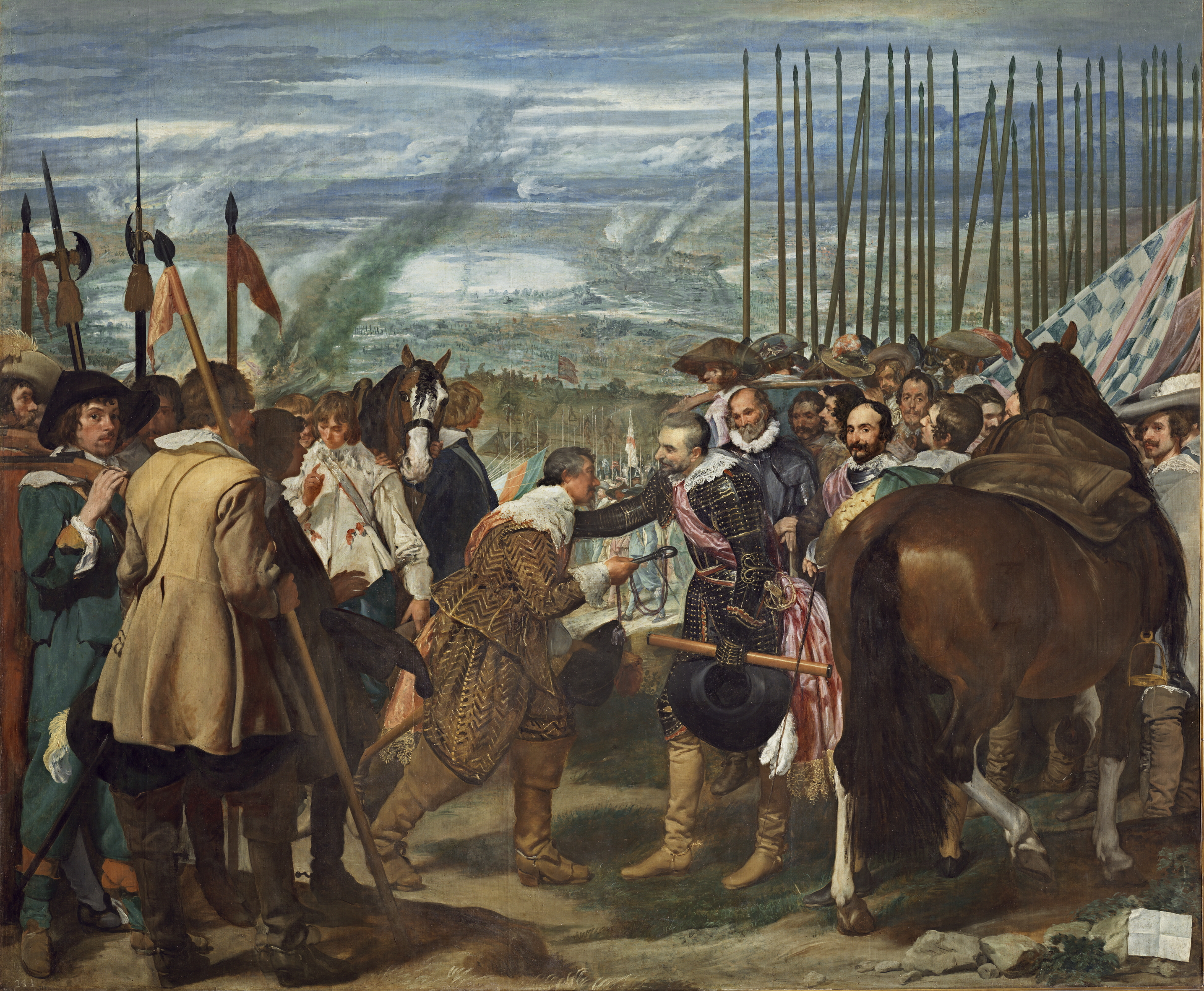
La entrega de la cosa es requisito esencial para la perfección de los contratos reales. A veces la entrega puede ser meramente simbólica y puede entenderse cumplida con la entrega de algún símbolo que, por sí mismo, sea prueba de posesión sobre algo. Así ocurre, por ejemplo, con la entrega de la llave de la puerta de la caja fuerte, o de la finca, poseídas. En la imagen, el cuadro -obra del pintor español Diego Velázquez-,titulado La rendición de Breda (1635), se ofrece la prueba de la entrega simbóloca de la ciudad de Breda (al sur de la actual Holanda), mediante la entrega de la llave de la puerta de la fortificación de la ciudad.

El contrato real es aquel para cuya perfección se necesita la entrega de la cosa que constituye su objeto. Se trata de una categoría de contratos, más que de una especie de contrato en particular. Contratos como el mutuo, el depósito o la prenda son especies de contratos reales, en que la entrega no es el resultado del cumplimiento del contrato, sino que es el presupuesto de su propia existencia, es el requisito de su perfección, el hito que inicia la eficacia del mismo. Si bien el contrato real supone el consentimiento de las partes contratantes, como en todo contrato, aquí, además, se requiere la entrega del objeto con carácter de requisito esencial.
La doctrina tradicionalmente considera ejemplos de contratos reales el mutuo o préstamo simple, el comodato o préstamo de uso, el depósito y la prenda. 
Explicados desde la contraposición, decir que mientras en los contratos consensuales la entrega de la cosa tiene el carácter de acto de ejecución del contrato, como cumplimiento del mismo (entrega del objeto vendido en la compraventa, ya perfeccionada por el consentimiento); en los contratos reales la entrega de la cosa tiene una función distinta pues esta es de perfeccionamiento del contrato (entrega de la cosa en la prenda, para que esta nazca de modo que es constitutiva del contrato).
Cualquier declaración de voluntades encaminada a concertar un contrato real será solamente un simple precontrato, hasta tanto se complete y alcance la perfección del contrato con la entrega de la cosa.
Pero no es necesario que la entrega de la cosa sea efectiva, pues basta a veces con que dicha entrega sea simbólica, de modo que la toma del símbolo equivalga a la entrega del objeto que dicho símbolo representa (como ocurre con la entrega de bienes inmuebles o de bienes depositados en cajas de seguridad, que se entienden entregados con la entrega de la llave que abre y cierra la puerta de acceso a tales bienes) y determina el poder de posesión sobre los mismos.

## Efectos naturales del contrato real
Los contratos reales de manera predominante tienen eficacia jurídico-real, ya que producen como efecto natural la constitución, transmisión, modificación o extinción de algún derecho real. Por eso, en beneficio de la inmediatez, propia de los derechos reales, los contratos reales ponen en conexión directa al sujeto titular con el objeto del derecho.

## Formas comunes a distintos ordenamientos jurídicos
Aquellos contratos reales sobre los que es pacífica y coincide doctrina en su calificación como de esta naturaleza, son los siguientes:
- Contrato de préstamo
- Contrato de mutuo
- Contrato de comodato
- Contrato de depósito
- Contrato de prenda